# Apium annuum
Apium annuum är en flockblommig växtart som beskrevs av Philip Sydney Short. Apium annuum ingår i släktet sellerier, och familjen flockblommiga växter. Inga underarter finns listade i Catalogue of Life.